# ヴォルテックスジェネレータ
ヴォルテックスジェネレータ（英語: Vortex generator)は、意図的に乱流を生じさせる事で空力特性を改善する装置である。
日本語では「渦流生成器（かりゅうせいせいき）」「渦発生器（うずはっせいき）」などと呼称される。

## 概要
航空機の翼前縁など、動作時に一定の流速の空気の流れが生じる部位に意図的に乱流を生じさせることで、境界層剥離を抑えて空気抵抗を減らす効果がある装置である。また、これによりその部位が“空気を切る”ことによって発生する音響を低減させることもできる。
人工物以外でも同様の効果を発揮するものがあり、フクロウの風切り羽根は端部の形状がヴォルテックスジェネレータと同様の効果を発揮することで羽ばたき音が減少している。

## 適用例
航空機の場合は飛行機の翼に取り付けることで乱流翼となり、翼型性能が向上し飛行が安定する場合がある。基本的に主翼に取り付けられ、後退翼においては翼端失速を防ぎ補助翼の効果を高めるために設置される。YS-11では水平尾翼に導入された。
レーシングカーではダウンフォースを高めるために設置される例もあるが、競技によってはレギュレーションで規制されている。市販車では三菱自動車のランサーエボリューションVIII MRでオプショナルパーツとして採用されている。
環境性能を求めた車両にも操縦安定性の向上策のひとつとして採用例があり、トヨタ自動車では「エアロスタビライジングフィン」の名称で車体各所に配置している。
この他、冷却ファンや風車のブレード（回転翼）、鉄道車両のパンタグラフ（集電装置）等の風切り音を低減する目的でも使用される。JR西日本の新幹線500系電車において登場当初採用されたT形パンタグラフでは、アウターチューブの側面に前述のフクロウの羽を参考に考案された幅6ミリ、長さ25ミリ、高さ3ミリの三角形の突起が2列に並んだヴォルテックスジェネレータが付けられていた（現在はシングルアーム式（Z形）に換装済）。

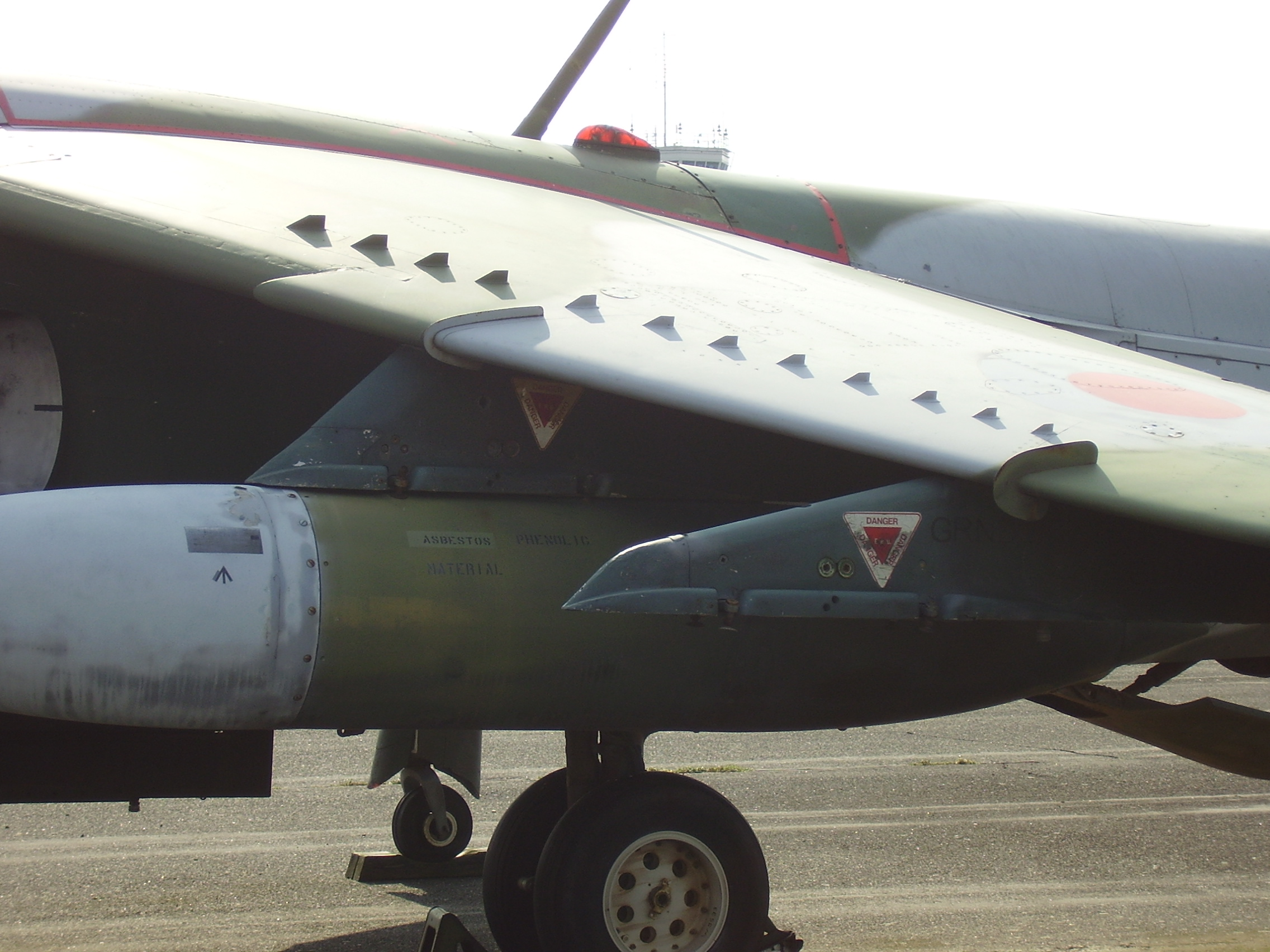
ホーカー・シドレー ハリアーの主翼に取り付けられたヴォルテックスジェネレータ
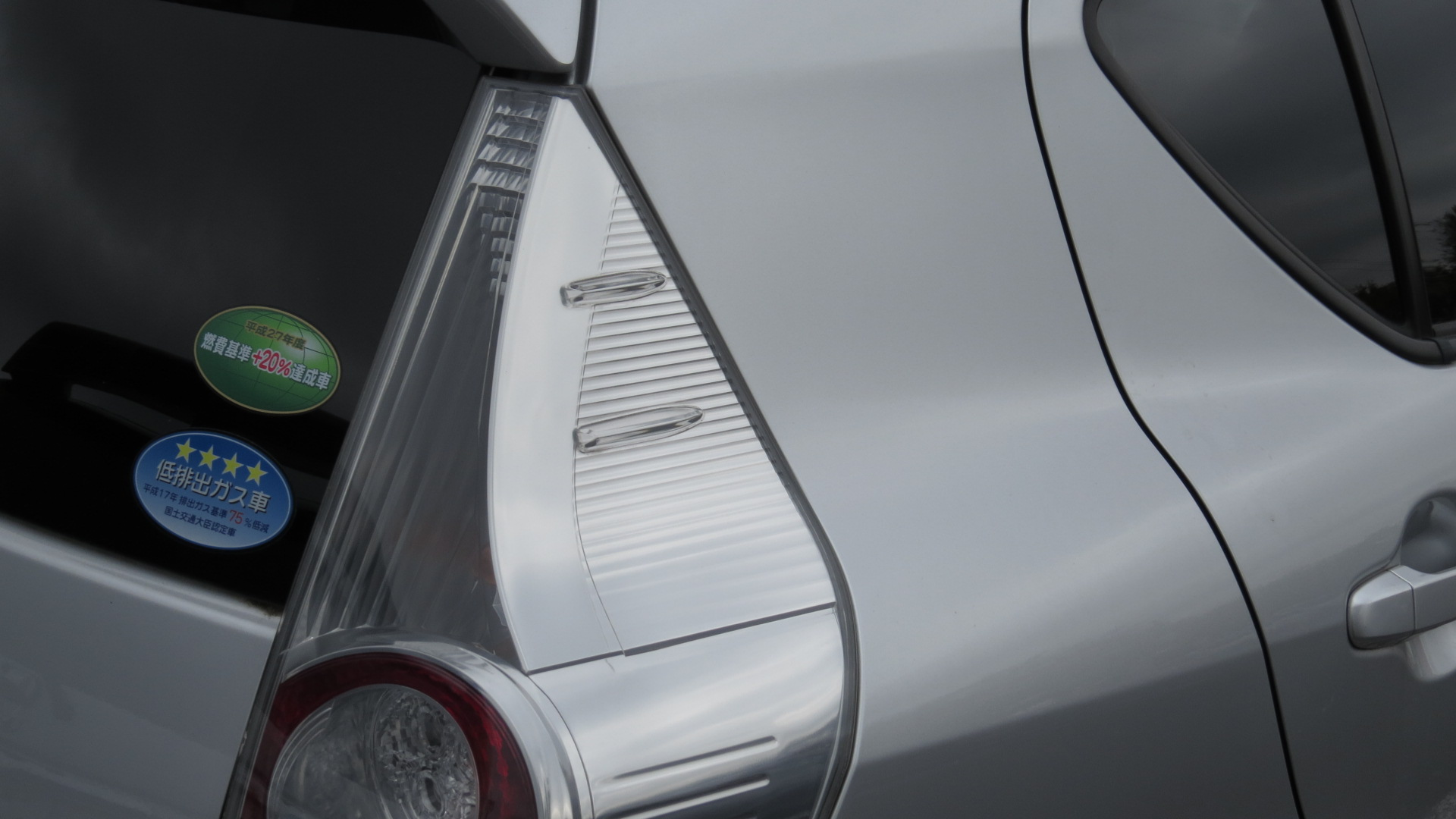
トヨタ・アクアのテールランプ部に設けられた「エアロスタビライジングフィン」
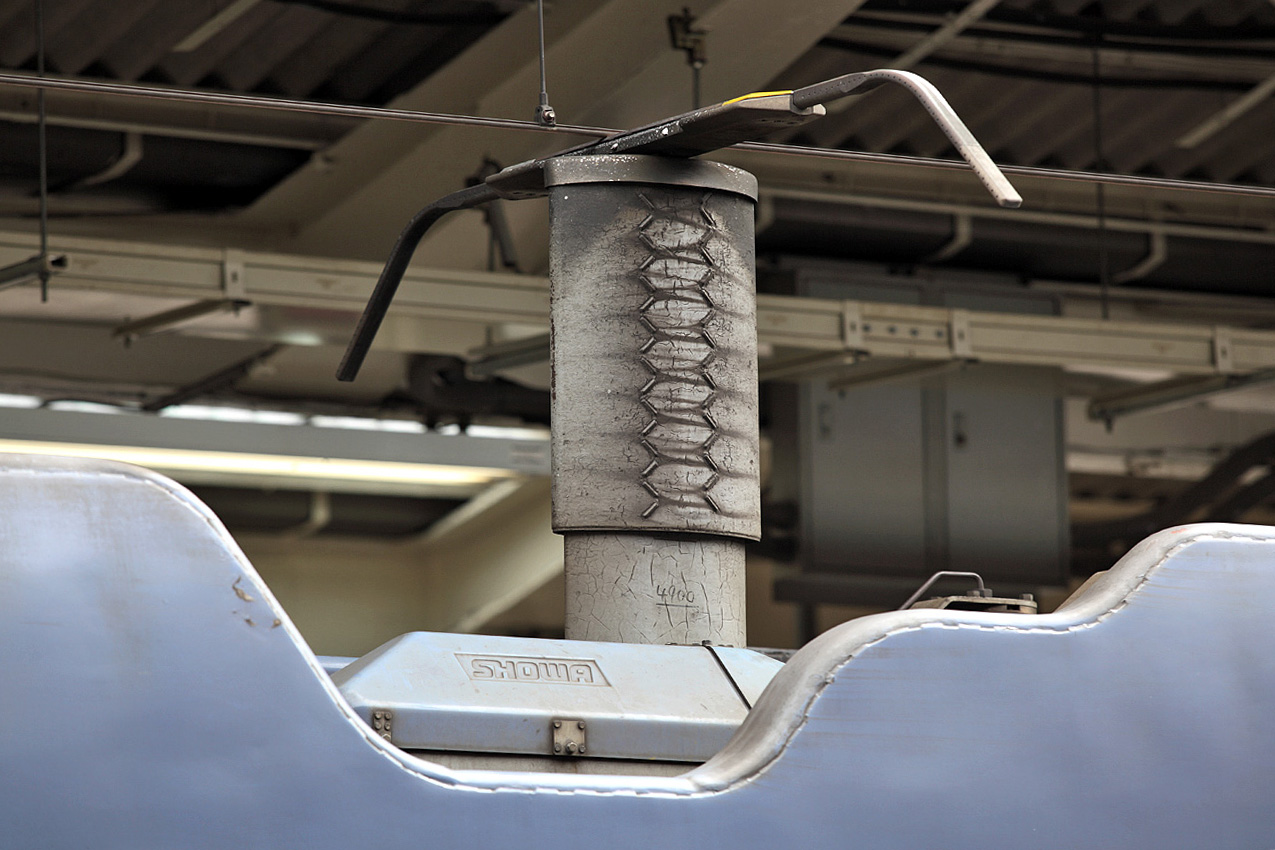
アウターチューブ側面にヴォルテックスジェネレータを備える新幹線500系電車のT形パンタグラフ